# Chamboche
Chamboche (Sam Williams) er en House/Disco-producer og dj fra Storbritannien.